# Бер, Джейсон
Джейсон Натаниэль Бер (англ. Jason Nathaniel Behr; род. 30 декабря 1973) — американский актёр кино и телевидения. Наиболее известен по главной роли в молодёжном фантастическом сериале Город пришельцев.

## Биография
Джейсон Бер — второй из четырёх сыновей, родившийся в Миннеаполисе, штат Миннесота 30 декабря 1973 года у Патриции Энн Стайнер и Дэвида Бера. Его предки переселились в США из Швейцарии, Австрии, Германии, Ирландии, Дании. После развода родителей, Патриция переехала с сыновьями в Ричфолд, где мальчик учился частной начальной школе St. Richards Elementary. Дебютом Джейсона стала роль подсолнуха в школьной постановке в возрасте 5 лет. К 8 годам мальчик начал сниматься в рекламах компании Stomper Trucks, а также был моделью для местных магазинов одежды. Бер продолжал заниматься актёрским ремеслом на протяжении всего обучения в школе. В 1992 году он закончил старшую школу Richfield Senior High School. В возрасте 19 лет, после встречи с голливудским менеджером Марвином Дауэром переехал в Лос-Анджелес.

## Карьера
В начале карьеры актёр появился в более чем 75 рекламных роликах, а в 1995 году получил роль Тайлера Бэйкера в комедийном сериала Showtime — Шерман Оукс. Бер был занят на съёмках два сезона вплоть до отмены шоу в 1997 году. После закрытия, Джейсон появился в ряде гостевых ролей в таких сериалах, как Шаг за шагом, Седьмые небеса, Баффи — истребительница вампиров, Профайлер, Военно-юридическая служба. Вскоре Бер получил роль в сериале Давление канала ABC, но в эфир вышло всего несколько эпизодов, и сериал закрыли. Затем последовала роль Криса Вулфа в сериале Бухта Доусона. Во время съёмок в Северной Каролине, Джейсону в руки попал сценарий пилотного эпизода шоу Roswell High, переименованный в Roswell (Город пришельцев), и он сразу понял, что хочет получить главную роль школьника Макса Эванса. Сериал был успешным проектом канала The WB на протяжении двух сезонов, а затем сериал стали транслировать на UPPN, где шоу закрыли после третьего и финального сезона. И хотя рейтинги сериала не были невероятно высокими, сериал обзавёлся большим количеством преданных поклонников.
Затем последовали роли в независимых фильмах: Долго и счастливо, Божий сын, Застрелить Ливиена. В 2001 году он сыграл в фильме Лассе Хальстрёма Корабельные новости, где снимались Кевин Спейси, Джуди Денч и Кейт Бланшетт. В 1998 году он появился в эпизоде сериала Баффи — истребительница вампиров, в 2004 году вновь встретился с Сарой Мишелль Геллар на съёмках совместного проекта США и Японии, фильма ужасов Проклятие. Последние крупные работы в кино включают приключенческое фентези Война динозавров и фильм ужасов Волки-оборотни.
Весной 2006 года актёр согласился на съёмки в пилоте канала CBS под названием Путь, рассказывающем о могущественной семье, использующей колдовство, чтобы построить свой успешные бизнес. Джейсон сыграл Майкла Уордена, главного героя сериала, одного из детей семейства. В сериале также снялись Джейн Алексадер, Джулия Ормонд, Питер Страусс, Уилл Паттон и Эндрю МакКарти. CBS объявило о выходе сериала осенью следующего года, однако премьера шоу так и не состоялась.
В мае 2006 года Джейсон приступил к съёмках драмы Без чувств, которые проходили в окрестностях Глазго в Шотландии. Мрачный триллер был снят по мотивам одноимённого романа Стона Фитча. Бер вновь исполнил главную роль Элиотта Гаста — американского экономиста, которого взяла в заложники группа антиглобалистов.
Вскоре последовала главная роль в мистическом триллере Татуировщик — картина стала режиссёрским дебютом в большом кино директора Питера Бёрджера, известного работами в рекламе. Съёмки начались в городе Окленд, в Новой Зеландии в сентябре и закончились в начале ноября 2006 года. Премьера в Новой Зеландии состоялась 30 августа 2007 года.
В апреле 2007 года Бер приступил к съёмкам картины Заморозки (позже переименованную в Последний международный плейбой). Премьера состоялась на фестивале Gen Art в Нью-Йорке в апреле 2008 года. Международный релиз в кинотеатрах пришёлся на 12 июня 2009 года.

## Личная жизнь
Во время съёмок сериала Город пришельцев встречался со своей коллегой Кэтрин Хайгл. На съёмках фильма Проклятие в Японии познакомился с актрисой Кейди Стрикленд, на которой женился 10 ноября 2006 года в городе Охаи, штат Калифорния.

## Фильмография
| Кино | Кино                            | Кино                           | Кино              | Кино |
| Год  | Название                        | В оригинале                    | Роль              |      |
| ---- | ------------------------------- | ------------------------------ | ----------------- | ---- |
| 1998 | Плезантвиль                     | Pleasantville                  | Друг Марка #2     |      |
| 1999 | Семейные тайны                  | Rites of Passage               | Кэмпбелл Фаррадэй |      |
| 2001 | Корабельные новости             | The Shipping News              | Дэннис Баггет     |      |
| 2004 | Долго и счастливо               | Happily Even After             | Джейк             |      |
| 2004 | Проклятие                       | The Grudge                     | Даг               |      |
| 2005 | Дитя Божие                      | Man Of God                     | Бен Коэн          |      |
| 2005 | Застрелить Ливиена              | Shooting Livien                | Джон Ливиен       |      |
| 2007 | Волки-оборотни                  | Skinwalkers                    | Варик             |      |
| 2007 | Война динозавров                | D-War                          | Итан Кендрик      |      |
| 2007 | Татуировщик                     | The Tattooist                  | Джейк Сойер       |      |
| 2008 | Последний международный плейбой | The Last International Playboy | Джек Фрост        |      |
| 2008 | Без чувств                      | Senseless                      | Элиотт Гатс       |      |

| Телевидение | Телевидение                      | Телевидение              | Телевидение     | Телевидение                                             |
| Год         | Название                         | В оригинале              | Роль            | Примечания                                              |
| ----------- | -------------------------------- | ------------------------ | --------------- | ------------------------------------------------------- |
| 1994        | Шаг за шагом                     | Step By Step             | Ларри           | эпизоды «Something Wild» и «I’ll Be Home for Christmas» |
| 1995        | Шерман Оукс                      | Sherman Oaks             | Тайлер Бэйкер   | неизвестные эпизоды                                     |
| 1996        | Нация пришельцев: Тысячелетие    | Alien Nation: Millennium | Ренди           | телевизионный фильм                                     |
| 1996        | Полицейские на велосипедах       | Pacific Blue             | Джек            | эпизод «Genuine Heroes»                                 |
| 1997        | Военно-юридическая служба        | JAG                      | Дэнверс         | эпизод «Ghosts»                                         |
| 1997        | Профайлер                        | Profiler                 | Официант        | эпизод «Crisis»                                         |
| 1997        | Крэкер                           | Cracker                  | Эндрю Лэнг      | эпизод «Lemmings Will Fly»                              |
| 1997        | Баффи — истребительница вампиров | Buffy the Vampire Slayer | Билли Фордхэм   | эпизод «Lie to Me»                                      |
| 1997        | На седьмом небе                  | 7th Heaven               | Брайан Хиз      | эпизод «Truth or Dare»                                  |
| 1998        | Давление                         | Push                     | Дэмпси Истон    | 8 эпизодов                                              |
| 1998—1999   | Бухта Доусона                    | Dawson’s Creek           | Крис Вульф      | 6 эпизодов                                              |
| 1999—2002   | Город пришельцев                 | Roswell                  | Макс Эванс      | 61 эпизод                                               |
| 2006        | Путь                             | The Way                  | Майкл Уорден    | телевизионный пилот                                     |
| 2007        | Свой парень                      | Company Man              | Пол Фишер       | телевизионный пилот                                     |
| 2010        | Матадоры                         | Matadors                 | Габриэль Лодари | телевизионный пилот                                     |

## Награды
| Год  | Премия                 | Результат | Номинация                          | Фильм/сериал        |
| ---- | ---------------------- | --------- | ---------------------------------- | ------------------- |
| 2000 | Saturn Award           | Номинация | Лучший актёр жанра                 | Город пришельцев    |
| 2001 | Saturn Award           | Номинация | Лучший актёр на телевидении        | Город пришельцев    |
| 2000 | Teen Choice Awards     | Номинация | Выбор — тв-актёр                   | Город пришельцев    |
| 2001 | Teen Choice Awards     | Номинация | Выбор — тв-актёр                   | Город пришельцев    |
| 2002 | Young Hollywood Awards | Выиграл   | Выдающееся исполнение мужской роли | Корабельные новости |